# Wang Zongyuan
Wang Zongyuan (Xiangyang, 24 de outubro de 2001) é um saltador chinês, campeão olímpico.

## Carreira
Wang conquistou a medalha de ouro nos Jogos Olímpicos de Verão de 2020 em Tóquio na prova de trampolim 3 m sincronizado masculino, ao lado de Xie Siyi, após somarem 467.82 pontos. Na mesma edição, conseguiu a prata no trampolim 3 m individual com 534.90 pontos nos seis saltos da final.
Em 26 de junho de 2022, junto com Cao Yuan, obteve o título do trampolim três metros sincronizado no Campeonato Mundial em Budapeste. Dois dias depois, foi campeão do trampolim três metros no mesmo evento. Ainda na capital húngara, ganhou o ouro no trampolim um metro na final realizada em 30 de junho daquele ano.
Em 15 de julho de 2023, conquistou novamente o título do trampolim três metros sincronizado no Mundial em Fukuoka dessa vez ao lado de Long Daoyi. Cinco dias depois, ficou no topo do pódio no trampolim três metros no mesmo evento. Com Daoyi, voltou a conseguir a medalha de ouro na prova de 3 m sincronizado nos Jogos Olímpicos de Verão de 2024; nesta edição também ficou com a prata na disputa individual.